# Tito (imperatore)
Tito Cesare Vespasiano Augusto (in latino Titus Caesar Vespasianus Augustus; nelle epigrafi: IMP·T·CAESAR·VESPASIANUS·AVG·PON·M·TR·POT; Roma, 30 dicembre 39 – Aquae Cutiliae, 13 settembre 81) è stato un imperatore romano appartenente alla dinastia flavia e regnante per poco più di due anni, dal 79 alla sua morte.
Secondo della dinastia Flavia a salire al trono, Tito fu un abile e stimato generale che si distinse per la repressione della ribellione in Giudea del 70, durante la quale venne distrutto il secondo tempio di Gerusalemme. È noto per il suo programma di opere pubbliche a Roma e per la sua generosità nel soccorrere la popolazione in seguito a due eventi disastrosi: l'eruzione del Vesuvio del 79 e l'incendio di Roma dell'80. Per la sua indole e per il sostanziale accordo con il Senato, fu considerato un buon imperatore da Tacito e da altri storici contemporanei. Celebre è la definizione che diede di lui lo storico Svetonio:
(Svetonio, Vite dei Cesari, Tito, I)

## Biografia

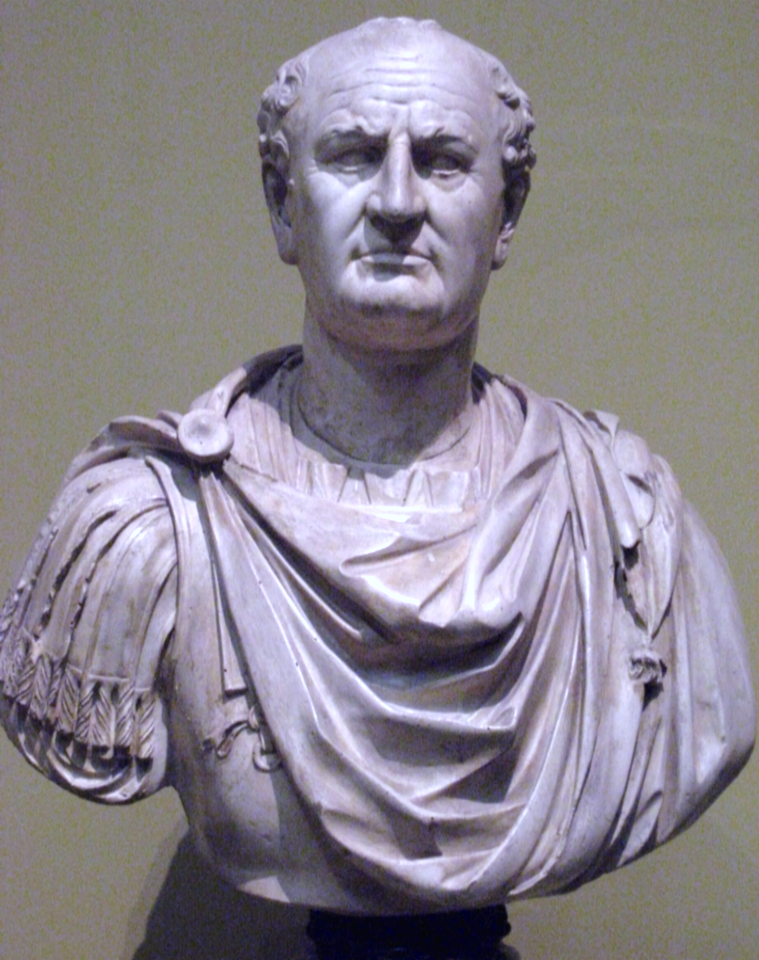
Busto di Vespasiano, padre di Tito (Museo Puškin delle belle arti, Mosca, copia dell'originale del Museo del Louvre, Parigi)

### Origini familiari
La famiglia di Tito, la gens Flavia, apparteneva a quella nobiltà italica che, nella prima metà del I secolo, stava via via sostituendo la più antica aristocrazia romana, indebolita dai decenni di guerre civili combattute nel I secolo a.C. I Flavi, infatti, non erano di nobili origini, ma riuscirono, nel giro di appena tre generazioni, a salire da origini umili all'onore della porpora imperiale. Il bisnonno paterno di Tito, il reatino Tito Flavio Petrone, aveva combattuto come centurione evocatus nell'esercito di Gneo Pompeo Magno durante la guerra civile del 49-45 a.C., combattendo nella battaglia di Farsalo e fuggendo dopo la sconfitta dei pompeiani; fu perdonato da Cesare e diventò esattore delle tasse delle vendite all'asta.

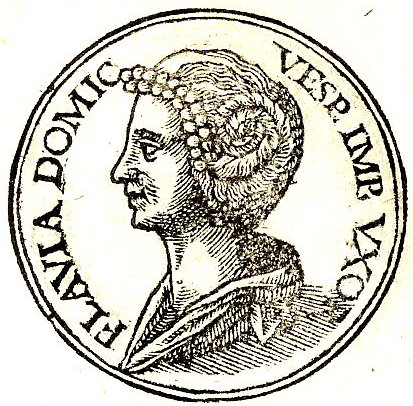
Ritratto di Flavia Domitilla maggiore, madre di Tito (Promptuarii Iconum Insigniorum, Guillaume Rouillé)

Il figlio di Petrone, Tito Flavio Sabino, fu un ricco esattore delle tasse in Asia e un prestatore a interessi in Helvetia, dove morì. Sposò la nursina Vespasia Polla e da lei ebbe due figli: il primo, Tito Flavio Sabino, raggiunse il grado di Praefectus urbi, mentre il secondo, Tito Flavio Vespasiano, raggiunse il potere imperiale. Polla era figlia di Vespasio Pollione, tre volte tribuno e poi prefetto, e sorella di un senatore dell'ordine pretorio. I Vespasii erano una nobile e antica famiglia, che aveva in suo onore una città tra Norcia e Spoleto, chiamata appunto "Vespasia". Grazie a questa influenza della famiglia materna, i due figli di Sabino e Polla riuscirono a ottenere il grado senatoriale.
Il figlio maggiore di Sabino, suo omonimo, ebbe un figlio, anche lui Tito Flavio Sabino, console nel 69, e due nipoti, Tito Flavio Sabino, console nell'82, e Tito Flavio Clemente, console nel 95. Il figlio minore, Vespasiano, sposò Flavia Domitilla maggiore, da cui ebbe Tito Flavio Vespasiano (Tito), nato nel 39 e futuro imperatore, Flavia Domitilla minore, nata nel 45, e Tito Flavio Domiziano, nato nel 54 e anche lui imperatore.

### Giovinezza (39-58)

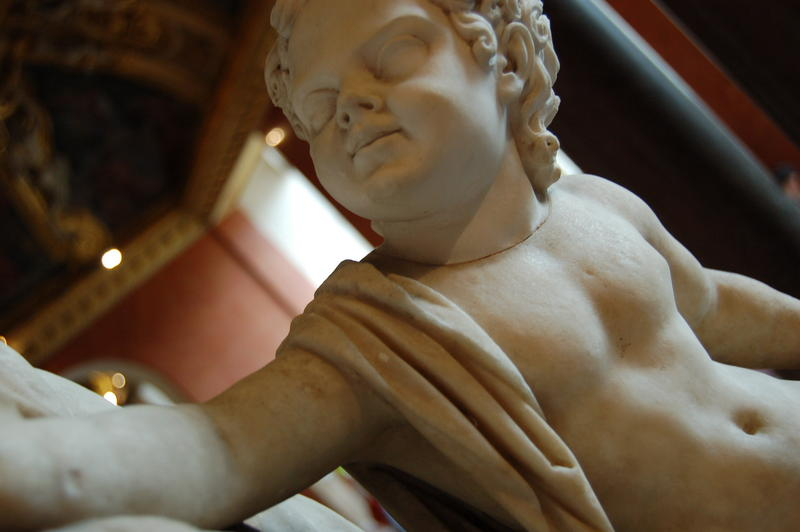
Statua di Britannico, amico d'infanzia di Tito (Museo del Louvre, Parigi)

Tito nacque, con il nome di Tito Flavio Vespasiano, a Roma il 30 dicembre 39, in una piccola casa ai piedi meridionali del Palatino. Nel 43 il padre Vespasiano fu inviato dall'imperatore Claudio come generale nell'invasione romana della Britannia e Tito venne quindi cresciuto a corte insieme con Britannico, l'erede dell'imperatore. I due diventarono grandi amici, ma Britannico fu avvelenato e Tito, che era a tavola con lui, ingerì del veleno e fu per molto tempo malato. In onore dell'amico d'infanzia Tito, da imperatore, fece erigere due sue statue, una d'oro sul Palatino e una equestre in avorio, portata nelle processioni. Si dice che quando un indovino fu chiamato al palazzo imperiale per vedere il futuro di Britannico, egli disse che il figlio di Claudio non sarebbe mai stato imperatore, mentre Tito lo sarebbe certamente diventato. Durante la sua adolescenza, Tito ricevette un'educazione militare affiancata a una letteraria, cosa che gli permise di diventare abile sia nell'esercizio delle armi e nel cavalcare sia nella poesia e nell'arte oratoria sia in greco sia in latino.

### Carriera militare e ascesa politica (58-79)
Tra il 58 e il 60 fu prima tribuno militare in Germania superiore, dove ebbe per collega Plinio il Vecchio, poi in Britannia, probabilmente in occasione del trasferimento sull'isola di un contingente di rinforzo a seguito della rivolta di Budicca. In questi anni si distinse per valore e moderazione, infatti nelle due province furono erette molte statue in suo onore. Attorno al 63 fece ritorno a Roma per intraprendere con successo la carriera forense, raggiungendo la carica di questore.

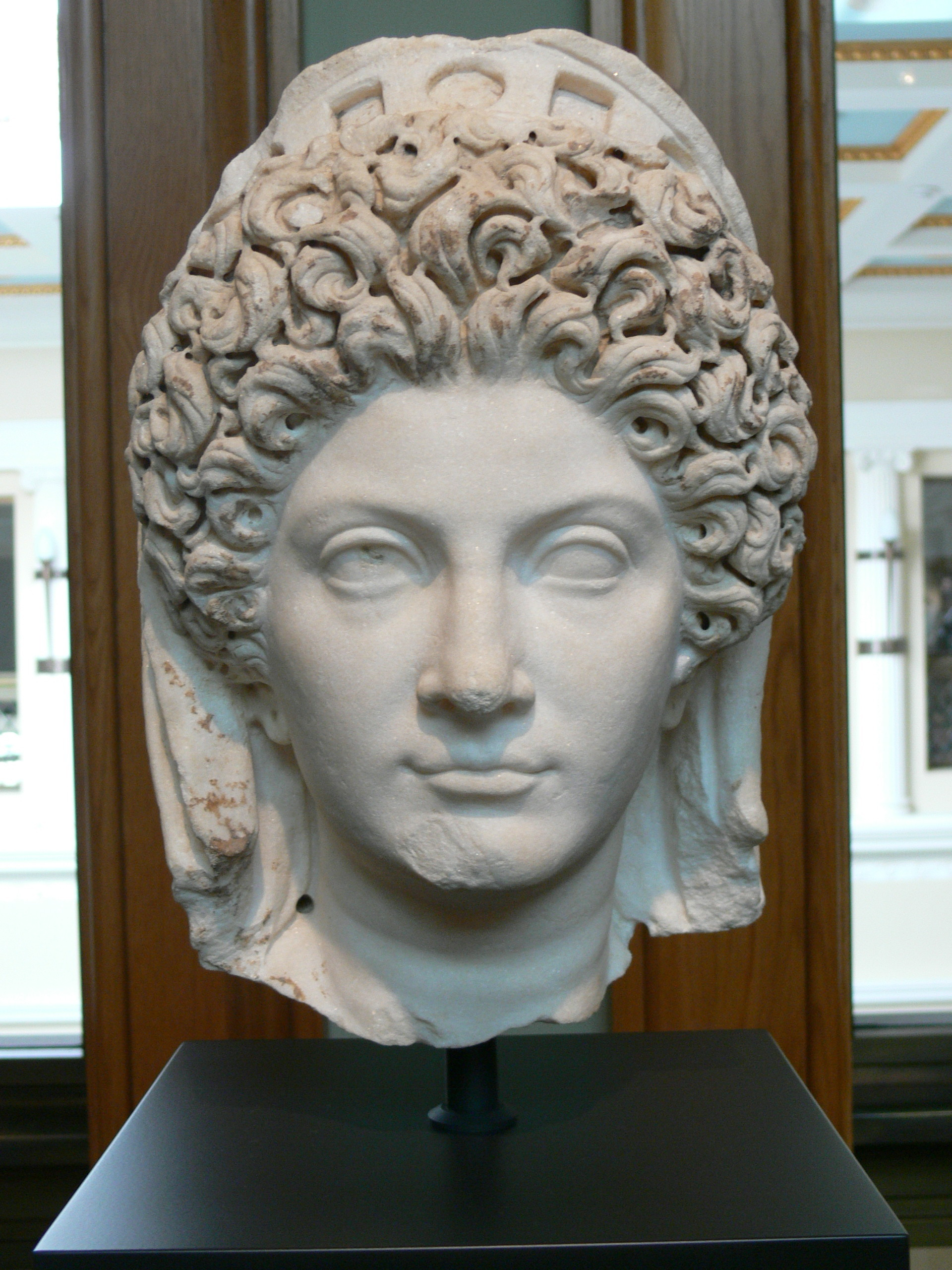
Busto di Giulia Flavia, figlia di Tito e della prima moglie Arrecina Tertulla (Getty Villa, Pacific Palisades, California)

In questo periodo sposò Arrecina Tertulla, figlia di un ex prefetto del pretorio di Caligola, Marco Arrecino Clemente, da cui ebbe una figlia, Giulia Flavia. Tertulla, però, morì nel 63 e l'anno successivo Tito si risposò con Marcia Furnilla, da cui ebbe un'altra figlia, Flavia, ma dalla quale divorziò senza risposarsi più. Furnilla apparteneva a una nobile famiglia di rango consolare, collegata, però, con l'opposizione senatoriale a Nerone, tanto che lo zio di Furnilla, Barea Sorano, e sua figlia Servilia morirono nelle purghe neroniane, seguite alla fallita congiura di Pisone del 65; secondo alcuni storici moderni, la decisione di divorziare da Furnilla fu presa proprio per allontanare da sé i sospetti di collusione con la congiura.

#### Campagna in Giudea (66-68)
Alla fine del 66, Vespasiano fu incaricato dall'imperatore Nerone di recarsi in Giudea: infatti, i ribelli avevano sconfitto il legatus Augusti pro praetore, Gaio Cestio Gallo. Inoltre Vespasiano non era ritenuto un uomo del quale Nerone potesse avere timore, poiché le sue origini erano umili e sarebbe stato difficilmente accettato come imperatore. Vespasiano partì quindi dall'Acaia, dove si trovava insieme con Nerone, passò l'Ellesponto con il suo esercito e arrivò in Siria. Contemporaneamente fece partire anche il ventisettenne figlio Tito alla volta di Alessandria, con lo scopo di prendere il comando della Legio V Macedonica e della Legio X Fretensis. Così l'esercito romano in Giudea veniva rafforzato con due nuove legioni, un'ala di cavalleria e diciotto coorti.
Tito arrivò in Egitto e lì raccolse le forze che gli erano state chieste da Vespasiano; partì poi alla volta della città di Tolemaide per ricongiungere le sue forze con la Legio XV Apollinaris, guidata dal padre, cinque coorti da Cesarea e cinque ali di cavalleria dalla Siria. I due Flavi ricevettero aiuti militari anche dai re clienti Antioco IV di Commagene, Erode Agrippa II, Gaio Giulio Soaemo e Malco II.

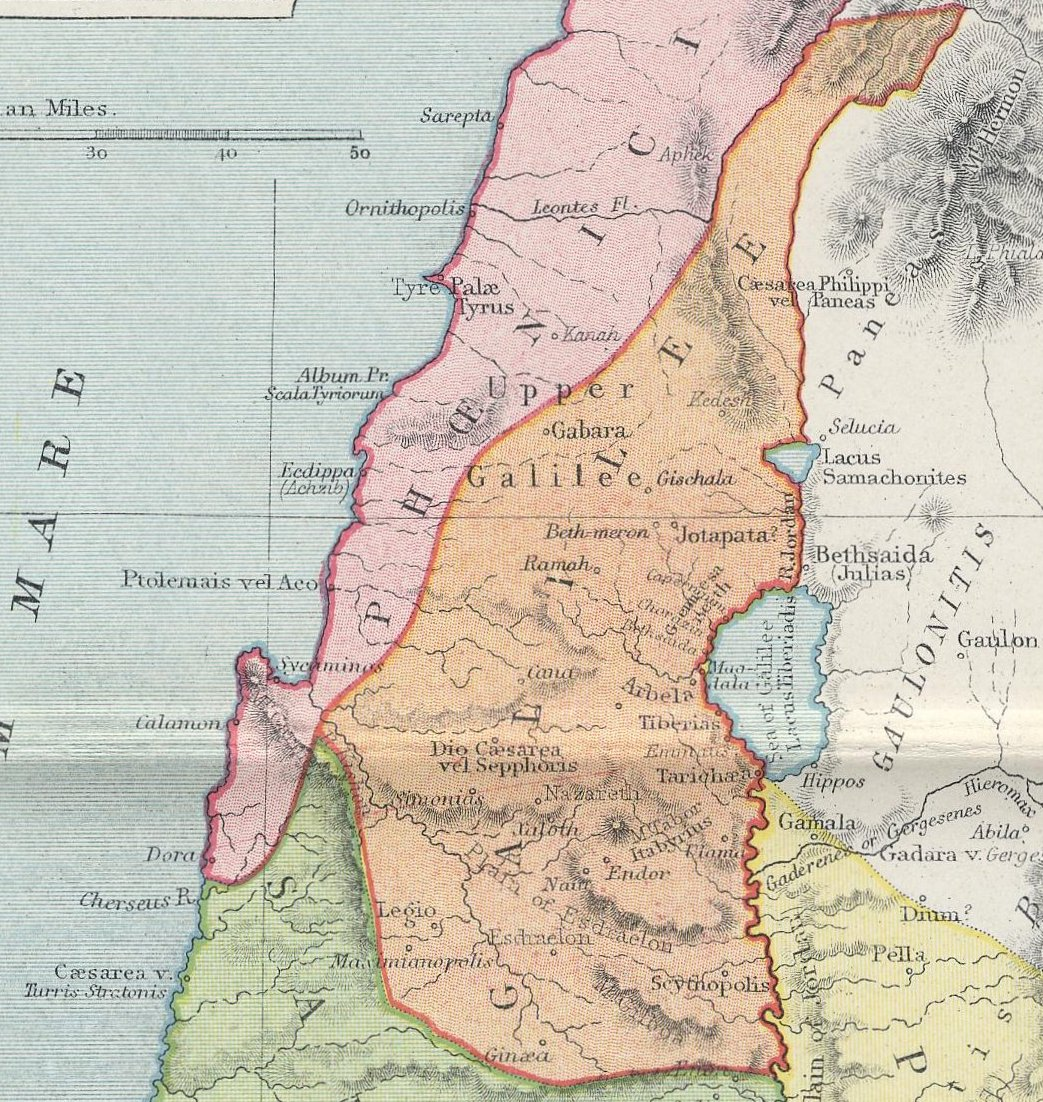
La Galilea nel I secolo

Nel maggio del 67 Vespasiano era impegnato nel difficile assedio di Iotapata e decise quindi di inviare un suo subordinato a conquistare la vicina Iafa. Questi era Marco Ulpio Traiano, padre del futuro imperatore Traiano, che, al comando della X legione, cominciò l'assedio di Iafa e, dopo aver sconfitto gli ebrei in un attacco diretto, aveva richiesto la presenza di Tito, in modo che la gloria della vittoria potesse essere data al suo generale supremo. Tito entrò quindi in città e la conquistò, ponendo fine all'assedio. Il figlio del generale tornò poi a Iotapata e guidò lui stesso un attacco diretto contro il nemico: durante la notte, lui, il tribuno Domizio Sabino e parte della XV legione entrarono di nascosto nella città uccidendo le sentinelle e aprendo le porte all'esercito, che conquistò la città prima che i ribelli rinchiusi nella cittadella potessero accorgersene.

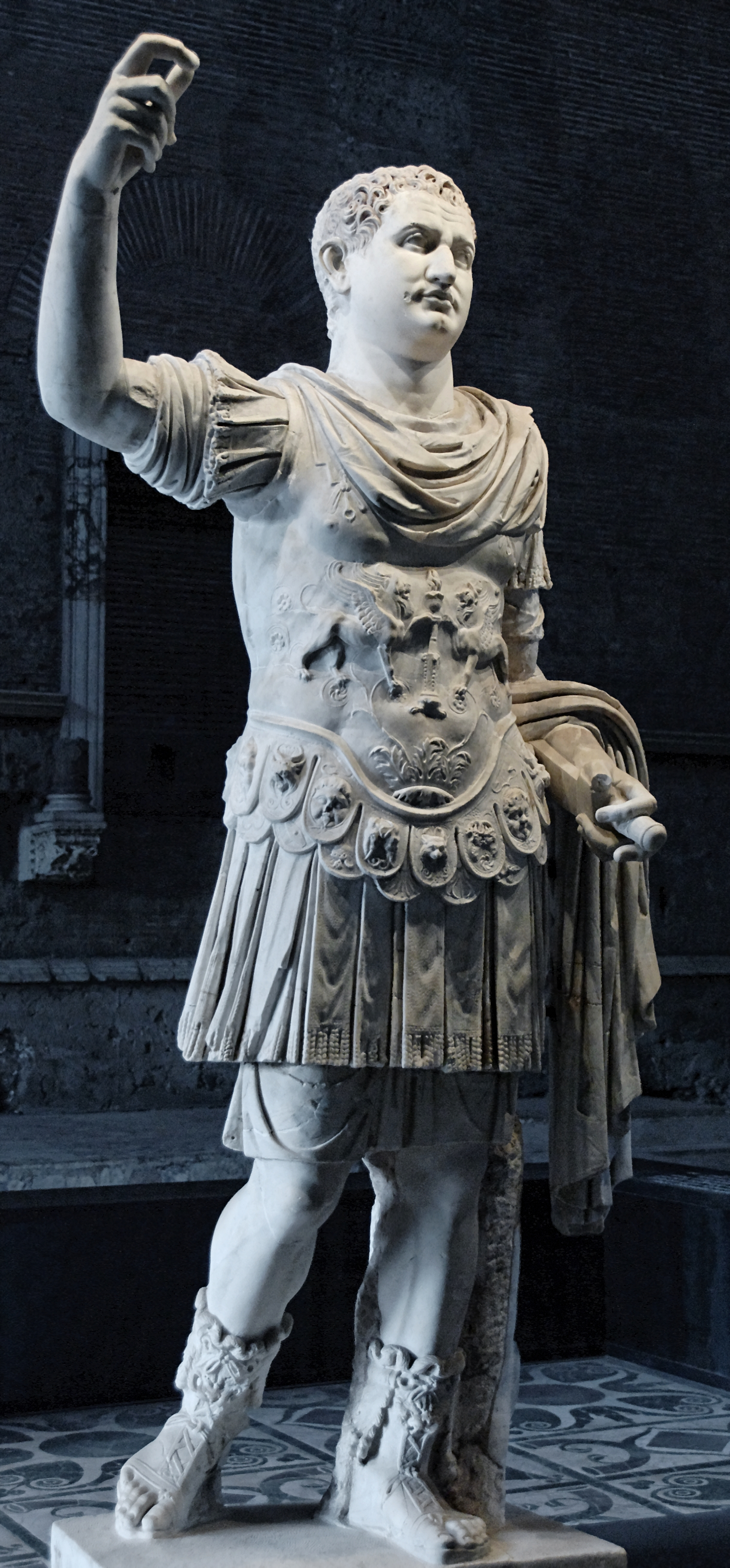
Statua in marmo dell'imperatore Tito (Museo archeologico nazionale, Napoli)

Ad agosto di quello stesso anno, Vespasiano, dopo aver conquistato con successo Iotapata, si diresse verso Tarichee, roccaforte dell'esercito ebraico. Qui pose il suo accampamento e inviò il figlio Tito in avanscoperta con seicento cavalieri scelti. Tito, arrivato più vicino alla città, si rese conto che gli avversari erano troppi e inviò subito al padre delle richieste di rinforzi immediati. Vespasiano mandò altri quattrocento cavalieri sotto il comando di Traiano e duemila arcieri sotto il comando di Antonio e Silone. La battaglia fu cruenta: la cavalleria romana affrontò i nemici con una carica frontale mentre gli arcieri erano appostati sulla montagna, per attaccare coloro che tornavano in città; gli ebrei furono così sconfitti e dovettero ritirarsi nella roccaforte con gravi perdite. Rientrato in città l'esercito sconfitto, ci furono disordini immediati, poiché molti volevano la resa. Tito, sentendo il grande rumore prodotto dalla folla, decise di attaccare immediatamente mentre gli abitanti erano distratti. Il generale guidò l'esercito alle porte della città, che colse di sorpresa le guardie e dilagò all'interno delle mura. Molti cittadini furono uccisi e molti altri fuggirono. Tito informò immediatamente il padre, che arrivò in città e dispose guardie su tutta la cinta muraria.
Subito dopo Vespasiano si mosse alla volta di Gamala per cominciare l'assedio e Tito fu incaricato di recarsi ad Antiochia a mediare con Gaio Licinio Muciano, governatore di Siria e come tale responsabile della Giudea, affinché i due generali giungessero a dividersi proficuamente le competenze: Tito riuscì nel compito e si unì al padre nella guerra. A settembre, quando Tito tornò dalla Siria, l'assedio era ancora in corso e quindi il figlio del generale decise di prendere con sé duecento cavalieri scelti ed entrò di nascosto nella città. Tito fu però avvistato da alcune sentinelle e molti abitanti riuscirono a ripararsi nella cittadella, mentre quelli rimasti furono uccisi. Vespasiano arrivò allora con il resto del suo esercito e anche la cittadella, nel caos generale, fu presa e la città sconfitta.

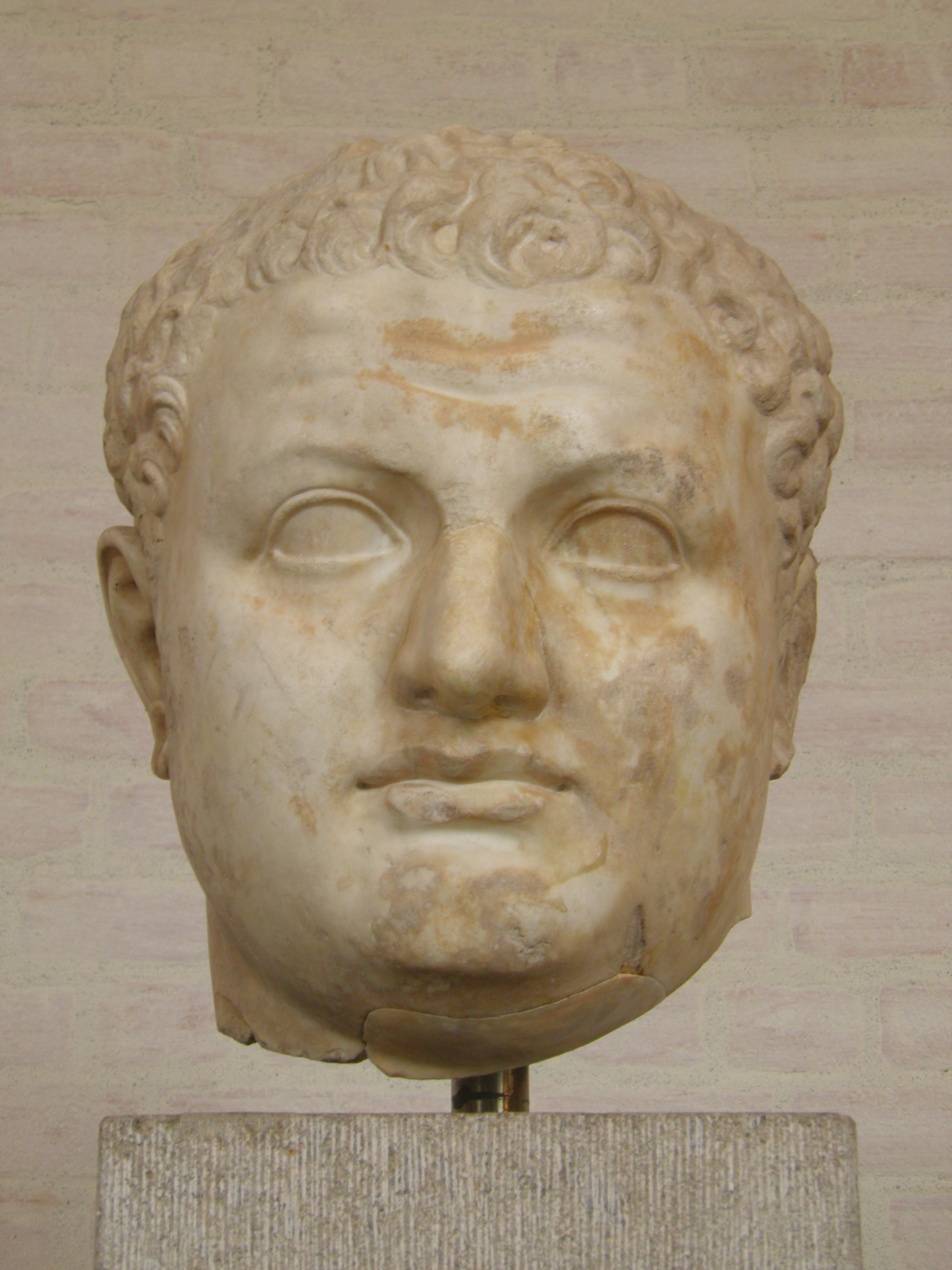
Testa di Tito (Gliptoteca, Monaco di Baviera)

Restava da sottomettere solamente la piccola città di Giscala, in Galilea, dove gli abitanti si erano ribellati spinti da un certo Giovanni ben Levi. Contro questi, Vespasiano mandò Tito al comando di mille cavalieri, mentre la X legione fu mandata a Scitopoli e lui, insieme con le altre due, andava a Cesarea per concedere ai soldati un po' di riposo. Tito arrivò quindi nei pressi della città e capì subito che avrebbe potuto prenderla facilmente; stanco di massacri da parte dei suoi, però, decise di venire a patti. Tito cercò di convincere i rivoluzionari ad arrendersi poiché erano ormai rimasti soli contro i Romani e le loro poche forze non avrebbero avuto effetto contro le sue potenti forze. Gli abitanti della città non poterono però sentire le argomentazioni del generale poiché gli era stato impedito di avvicinarsi alle mura e di uscire dalla città. Giovanni stesso parlò con il romano spiegandogli che, poiché era di sabato, gli ebrei non potevano né combattere né negoziare e convinse Tito ad accamparsi nella vicina città di Cidala, popolosa e alleata dei Romani. Nella notte Giovanni fuggì verso Gerusalemme e portò con sé molti uomini, donne e bambini. Durante la fuga, però, molti si fecero prendere dalla paura e si dispersero dalla strada, lasciando indietro i più lenti e uccidendo molti dei loro compagni nella confusione e nel buio. Il giorno seguente, quando Tito arrivò alle porte della città, fu acclamato come liberatore dall'oppressore e fu informato della fuga di Giovanni. Allora mandò degli uomini a inseguirlo, ma egli era già arrivato a Gerusalemme e non fu catturato; però furono uccisi circa seimila dei suoi uomini ancora in fuga e poco meno di tremila donne e bambini furono ricondotti in città. Tito fece quindi abbattere un tratto delle mura cittadine in segno di conquista della città e graziò i rivoltosi, lasciando in città una guarnigione. Così fu conquistata tutta la Galilea e i Romani si prepararono all'attacco di Gerusalemme.

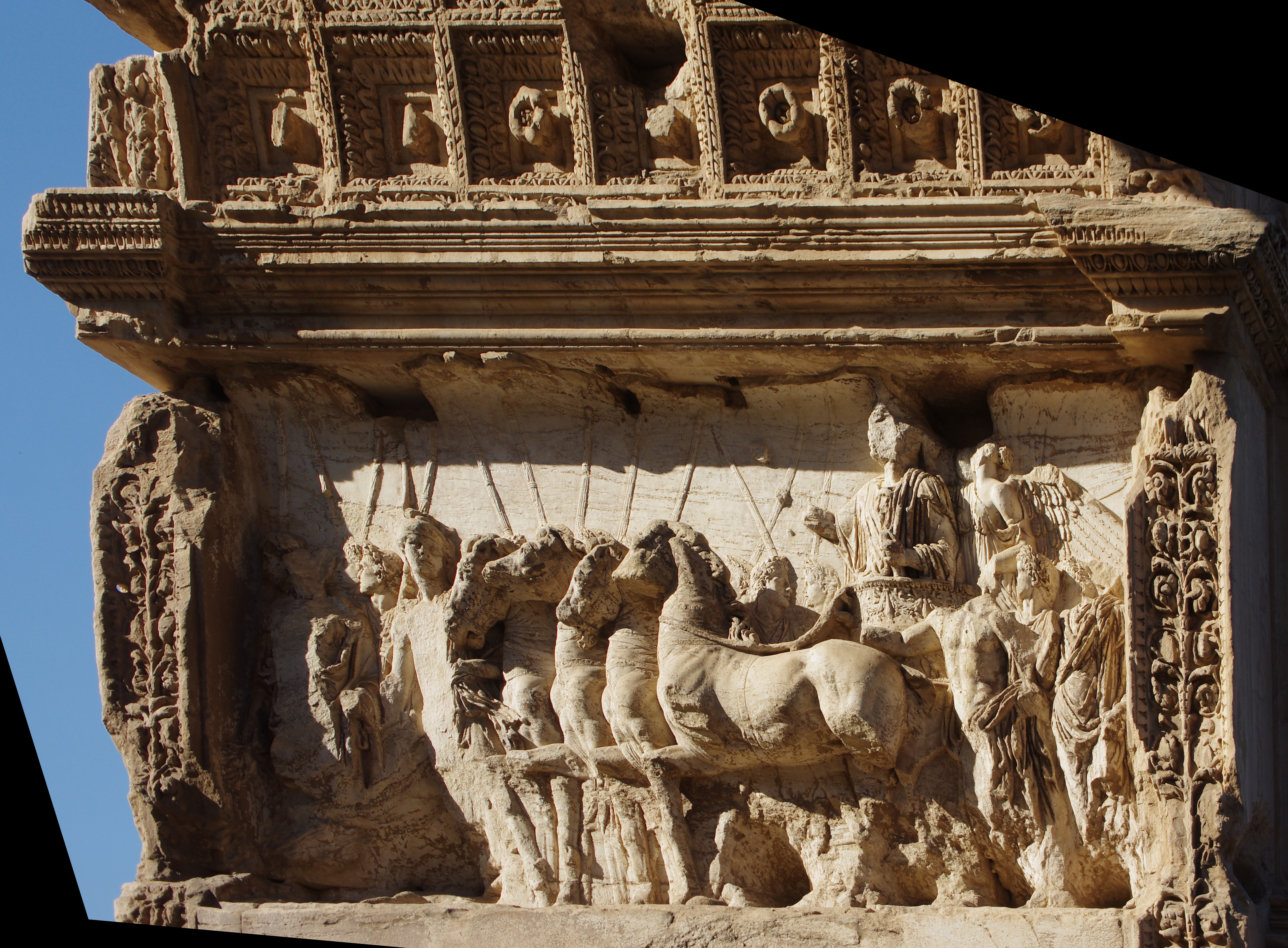
"Arco di Tito": Tito in trionfo sulla quadriga

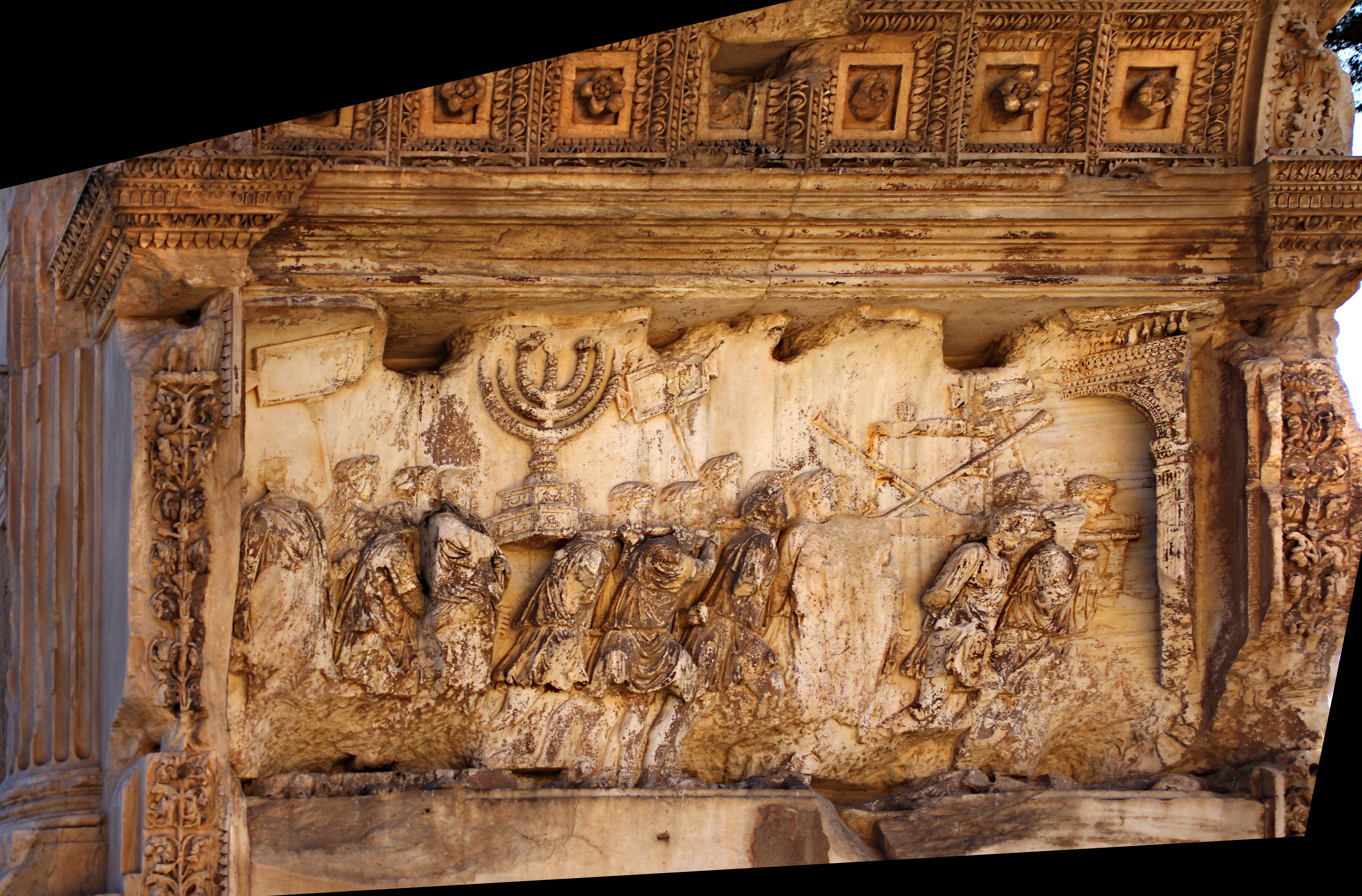
"Arco di Tito": il Tesoro del tempio di Gerusalemme saccheggiato da Tito

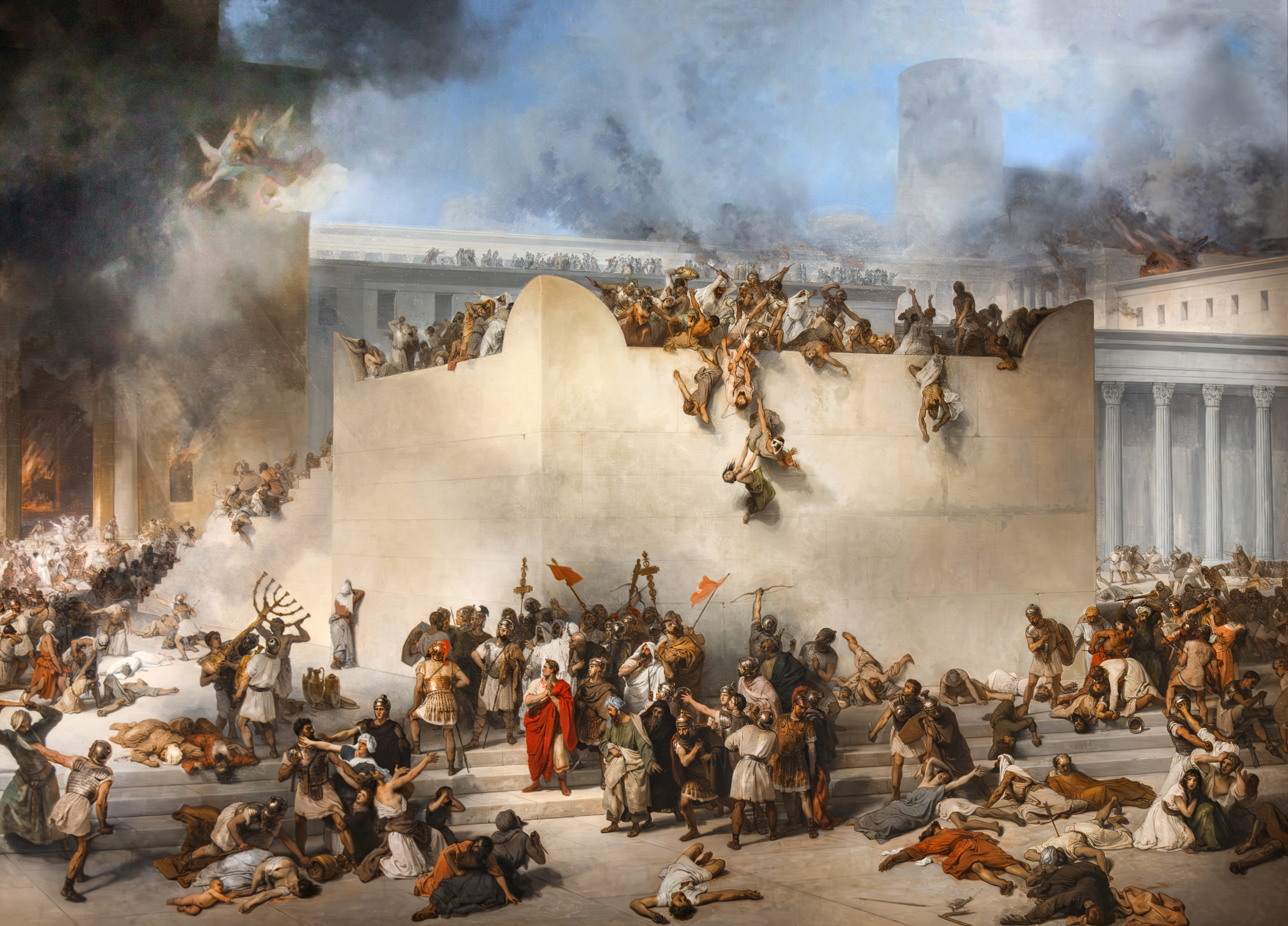
La distruzione del Tempio di Gerusalemme, Francesco Hayez, olio su tela, 1867 (Accademia di belle arti, Venezia)

#### La guerra civile e la distruzione di Gerusalemme (68-70)
Nel 68 Vespasiano era pronto per cominciare l'assedio della città di Gerusalemme quando gli arrivò l'improvvisa notizia della morte dell'imperatore Nerone. Allora il generale decise di fermare ogni azione militare fin quando non seppe che era stato eletto come successore al Principato il proconsole dell'Hispania Tarraconensis Servio Sulpicio Galba; inviò quindi a Roma il figlio Tito, per rendere omaggio al nuovo imperatore, informarlo sulla campagna giudaica e chiedergli istruzioni sul da farsi. Mentre si trovava ancora a Corinto, lungo le coste dell'Acaia, nel gennaio del 69, Tito venne a sapere che Galba era stato ucciso e al suo posto aveva preso il comando Otone; decise quindi di tornare in Siria per riunirsi al padre e insieme decidere come agire, per non essere un ostaggio nelle mani del nuovo imperatore e poiché era insensato continuare un conflitto contro degli stranieri se la loro stessa nazione era in una guerra civile.

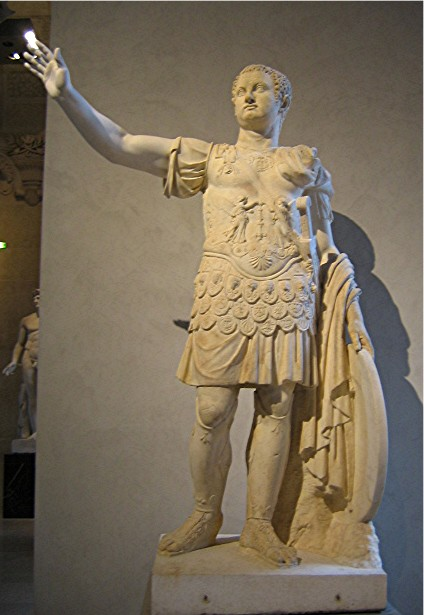
Statua in marmo dell'imperatore Tito (Museo del Louvre, Parigi)

Vespasiano venne poi a sapere che Vitellio aveva preso il posto di Otone sconfiggendolo in battaglia e fu molto contrariato da questo nuovo cambio di situazione, poiché non riteneva Vitellio in grado di governare l'impero. Cominciò quindi a pensare di tornare lui stesso a Roma e reclamare il trono, ma poiché la stagione non era ancora favorevole andò prima ad Antiochia, decidendo di reclamare comunque la porpora spinto dai suoi soldati. In Italia, grazie ai soldati guidati dal figlio Domiziano, le armate fedeli a Vespasiano conquistarono Roma e uccisero Vitellio, mentre il nuovo imperatore era ancora ad Alessandria. Lì Vespasiano fu raggiunto da molti ambasciatori di città e popoli che si congratularono con lui per aver conquistato l'impero però, poiché l'inverno era ormai arrivato, decise di restare in Egitto.
Vespasiano e Tito furono nominati consoli per l'anno 70 ed entrambi entrarono in carica mentre erano lontani da Roma, poiché Vespasiano era ancora in Egitto e Tito era stato rimandato in Giudea insieme con una parte scelta dell'esercito e giunse a Cesarea dopo circa una settimana di marcia. L'anno successivo Gerusalemme fu saccheggiata, il Tempio distrutto e gran parte della popolazione uccisa o costretta a fuggire dalla città. Durante il suo soggiorno a Gerusalemme, Tito ebbe una relazione con Berenice di Cilicia, figlia di Erode Agrippa I. Tutti i fatti legati alla rivolta e alla caduta di Gerusalemme sono raccontati dallo storico ebreo Flavio Giuseppe nella sua opera Guerra giudaica.
I meriti di Tito nella guerra giudaica sono difficili da soppesare, in quanto la principale fonte della guerra, la Guerra giudaica di Flavio Giuseppe, fu scritta dal comandante giudeo della fortezza di Iotapata, assediata e conquistata nel 67 da Tito, che strinse poi rapporti di clientela con la dinastia Flavia. Nelle descrizioni di Giuseppe, Tito è l'eroico comandante che assediò e conquistò cinque centri nemici, ma, una volta considerato il punto di vista dell'autore, appare chiaro che all'inizio della campagna Tito, che non aveva avuto precedenti esperienze di comando, non fu così brillante.

#### Il principato di Vespasiano (70-79)
Al suo ritorno a Roma dalla Giudea, nel 71, Tito fu accolto in trionfo. Fu più volte console durante il regno del padre (70, 72, 74, 75, 76, 77, 79); fu anche censore e prefetto della Guardia pretoriana, assicurandone la fedeltà all'imperatore.

### Principato (79-81)

#### Amministrazione interna

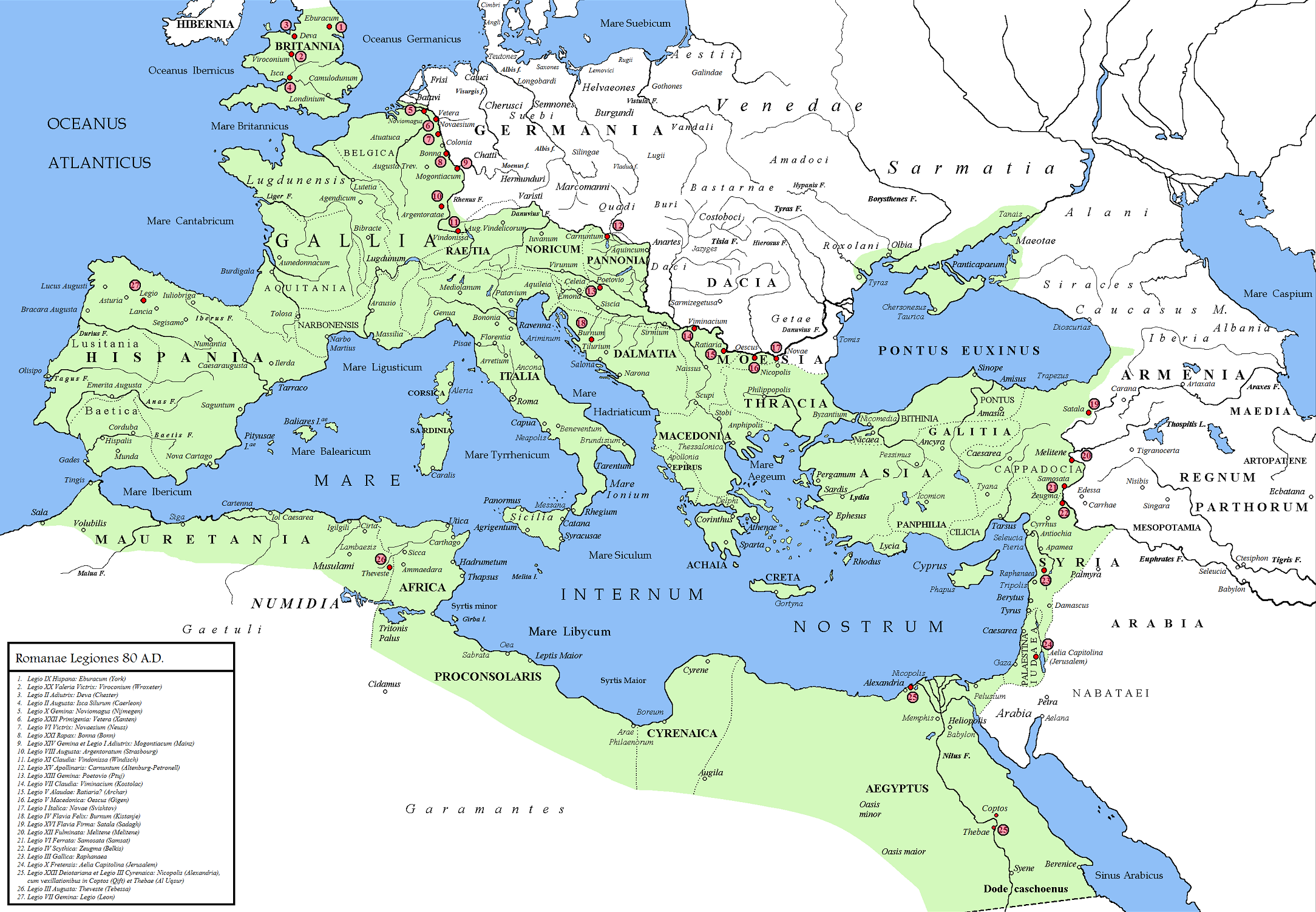
Il mondo romano nell'80 durante il principato di Tito

Tito succedette al padre Vespasiano nel 79, imponendo così, per breve tempo, il ritorno al regime dinastico nella trasmissione del potere imperiale. Svetonio scrisse, come allora molti temettero, che Tito si sarebbe comportato come un novello Nerone, a causa dei numerosi vizi che gli venivano attribuiti. Al contrario, egli fu un valido e stimato imperatore, amato dal popolo, che fu pronto a riconoscere le sue virtù. Pose fine ai processi per tradimento, punì i delatores, e organizzò sontuosi giochi gladiatori, senza che il loro costo dovesse esser sostenuto dalle tasche dei cittadini. Completò la costruzione dell'Anfiteatro Flavio e fece costruire delle terme, a lui intitolate, nel sito dove si trovava la Domus Aurea, restituendo l'area alla città.

#### La tragedia del Vesuvio (79)

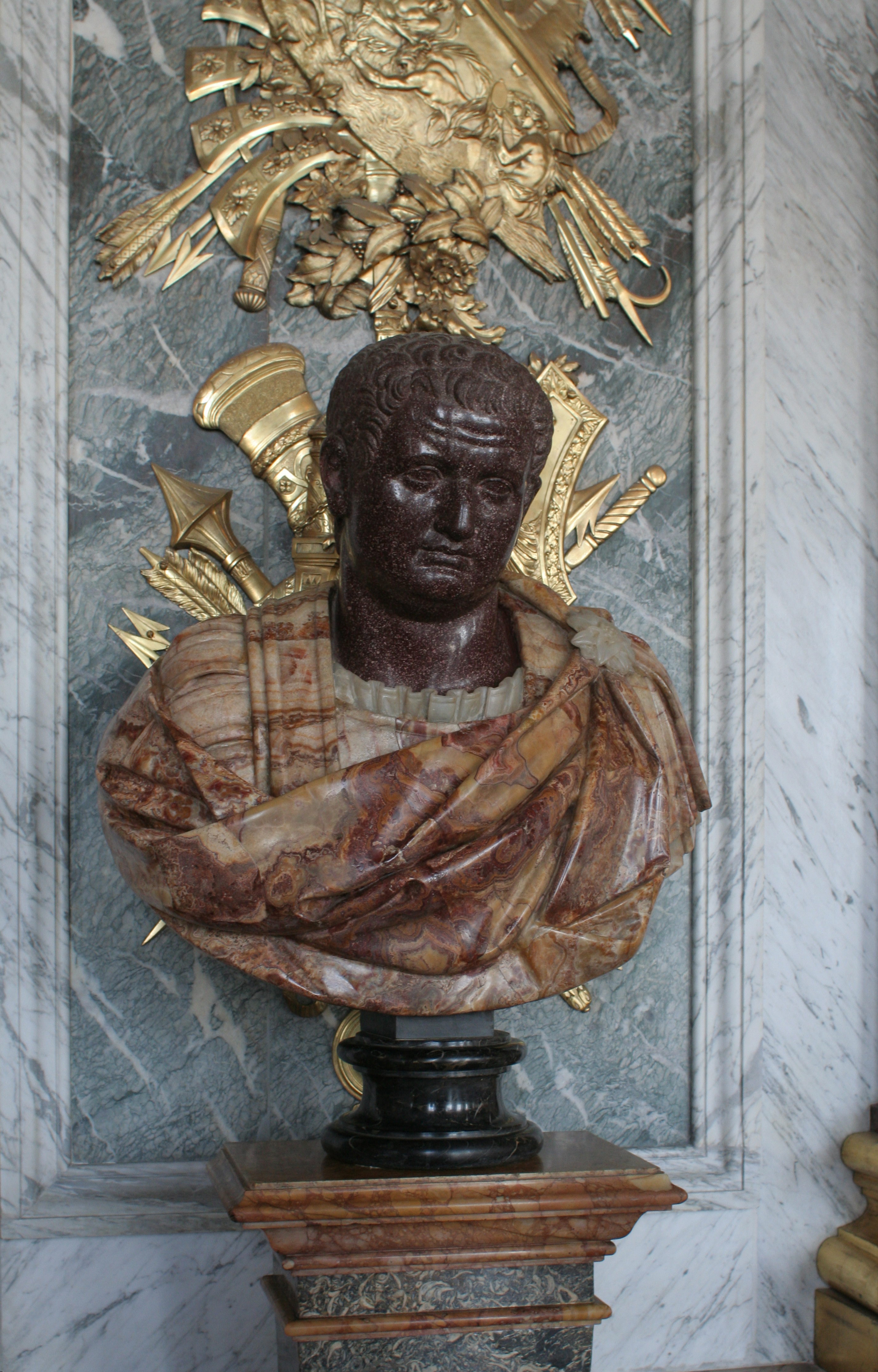
Busto di Tito (Reggia di Versailles, Versailles)

L'eruzione del Vesuvio del 79 – che causò la distruzione di Pompei ed Ercolano e gravissimi danni nelle città e comunità attorno al golfo di Napoli – e un rovinoso incendio divampato a Roma l'anno successivo, diedero modo a Tito di mostrare la propria generosità: in entrambi i casi egli contribuì con le proprie ricchezze a riparare i danni e ad alleviare le sofferenze della popolazione. Questi episodi, e il fatto che durante il suo principato non fu emessa nessuna sentenza di condanna a morte, gli valsero l'appellativo presso gli storici suoi contemporanei di "delizia del genere umano" (Ausonio ridimensionerà poi questo appellativo sostenendo, in Caesar, Titus, che il principato di Tito fu piuttosto "felice nella sua brevità").
Visitò Pompei subito dopo la disastrosa eruzione, e nuovamente l'anno successivo. Durante il suo regno dovette anche affrontare la ribellione di Terenzio Massimo, soprannominato il "Falso Nerone" per la sua somiglianza con l'imperatore: Terenzio fu costretto a fuggire oltre l'Eufrate, dove trovò rifugio presso i Parti.

### Morte e successione (81)
Dopo appena due anni di regno, Tito si ammalò e morì in una villa di sua proprietà. Le fonti parlano di una forte febbre: secondo Svetonio, potrebbe essere stato colpito dalla malaria assistendo i malati, oppure avvelenato dal suo medico personale Valeno su ordine del fratello Domiziano. Il Talmud, testo sacro dell'ebraismo, lo ritrae con un carattere presuntuoso e crudele e narra in dettaglio le origini della sua malattia e il suo epilogo. Alla sua morte fu deificato dal Senato, e un arco trionfale che raffigura la sua apoteosi fu eretto nel Foro Romano dallo stesso Domiziano per celebrare le sue imprese militari in Giudea. Tito fu sepolto in un primo tempo nel Mausoleo di Augusto e successivamente nel Tempio della Gens Flavia, il mausoleo di famiglia. Nel Foro romano il suo "genius" venne glorificato assieme a quello del padre nel tempio di Vespasiano.
La sua buona reputazione rimase intatta negli anni, tanto da essere poi eletto a modello dai "Cinque buoni Imperatori" del II secolo (Nerva, Traiano, Adriano, Antonino Pio e Marco Aurelio); ancor oggi, si usa una frase a lui attribuita (Amici, hodie diem perdidi - "Amici, oggi ho perso una giornata") che avrebbe pronunciato al tramonto di una giornata in cui non aveva avuto occasione di fare del bene.

## Famiglia
Nel 62, Tito prese in moglie Arrecina Tertulla, figlia di Marco Arrecino Clemente, prefetto del pretorio sotto Caligola, e di Giulia Ursa. Tertulla morì poco tempo dopo, nel 63, dopo aver dato a Tito una figlia:
- Giulia Flavia (63[71][72] - 90), soprannominata Giulia Titi. Nel 70, suo nonno Vespasiano la promise in sposa a suo zio Domiziano, ma fu da lui rifiutata e, di conseguenza, sposò invece Tito Flavio Sabino, un cugino di suo padre. Ciononostante, voci dell'epoca sostenevano che intorno all'81 divenne amante proprio di Domiziano e che, rimasta incinta di lui, morì a causa di un aborto. Quale fosse la verità, una volta morta Domiziano decretò che fosse deificata.[28]

Nel 63, Tito si risposò con Marcia Furnilla, da cui divorziò nel 65 quando la famiglia di lei, coinvolta nella congiura di Pisone, divenne politicamente problematica. Ebbero una figlia:
- Flavia (8 settembre 64[71][72] - post 70). Morì prima dell'età da matrimonio.[29]

Tito ebbe inoltre una lunga relazione con Berenice di Cilicia, una principessa giudaica che tentò per due volte di portare a Roma con sé, ma entrambe le volte la rimandò in patria a causa della disapprovazione pubblica verso la loro relazione, giudicata un illecito concubinato con una donna "immorale" e "straniera" che ricordava ai Romani l'odiata figura di Cleopatra.